# Virginia Destroyers
Virginia Destroyers es un equipo profesional de fútbol americano de Estados Unidos con sede en Virginia Beach, Virginia, que participa en la United Football League, ingresando a la liga en la temporada 2011 como franquicia de expansión. A partir del 19 de septiembre de ese año se abrió la primera etapa de la votación que finalizó el 3 de octubre para seleccionar el nombre del equipo (Virginia o Hampton Roads) donde fue elegido Virginia, en la segunda etapa, que concluyó el 17 de octubre, los aficionados votaron por el sobrenombre del equipol. Los nombre propuestos a votación fueron:
Virginia Destroyers
Virginia Navigators
Virginia Tritons
El 10 de noviembre de 2010 se hizo el anuncio del nombre oficial del equipo, el estadio en el que jugarían de local y también se presentó el logo y al entrenador en jefe Joe Moglia. El 12 de enero se confirmó a Jay Gruden como entrenador jefe de Destroyers luego del cese de operaciones de Florida Tuskers y Joe Moglia pasó a Omaha Nighthawks como entrenador en jefe.

## Récords temporada por temporada
| Temporada | G | P | E | Pct.  | Lugar | Postemporada                                         | Premios                                                  |
| 2011      | 3 | 1 | 0 | 0.750 | 1°    | G UFL Championship Game (Las Vegas Locomotives) 17-3 | Dominic Rhodes (MVP Ofensivo) Marty Schottenheimer (COY) |
| Total     | 3 | 1 | 0 | 0.750 | 2°    | 1-0                                                  | -                                                        |

## Historial de entrenador en jefe
| Año(s) | Nombre               | Marca | Pct   | Notas |
| ------ | -------------------- | ----- | ----- | ----- |
| 2011   | Marty Schottenheimer | 4-1   | 0.800 |       |

## Marca vs. oponentes
| Equipo                    | G | P | E | Pct.  | PF | PC |
| ------------------------- | - | - | - | ----- | -- | -- |
| Las Vegas Locomotives     | 2 | 0 | 0 | 1.000 | 51 | 20 |
| Omaha Nighthawks          | 1 | 0 | 0 | 1.000 | 23 | 13 |
| Sacramento Mountain Lions | 1 | 1 | 0 | 0.500 | 48 | 33 |